# Anmutung

Eine heute veraltete Frakturschrift kann beim Betrachter eine Anmutung von Historizität, von altmodisch oder auch von Guter alter Zeit hervorrufen, was etwa auf Speisekarten von traditionell ausgerichteten Restaurants bewusst genutzt wird.

Im Wappen Englands aus dem Jahr 1198 wird der Löwe als Wappentier verwendet, um dadurch eine Anmutung von Stärke und Macht zu erzielen.

Die Anmutung (auch Anmutungsqualität) eines Objektes oder einer Situation ist die schwer zu bestimmende, eher vage Wirkung dieser Erscheinung auf einen Betrachter über einen oder mehrere Wahrnehmungskanäle (visuell, auditiv, haptisch, olfaktorisch). Sie ist von den Eigenschaften des betrachteten Objektes oder den Zügen einer erlebten Situation abhängig, außerdem von der Sozialisation des Betrachters und der Umgebung, in der das Objekt dargestellt ist oder die Situation auftritt. Die Anmutung eines Objekts kann etwa zwischen verschiedenen Kulturräumen, Religionen oder Ethnien erheblich variieren, zudem ändert sie sich tendenziell mit der Zeit. So haben bewusst als modern gestaltete Gebrauchsgegenstände oft bereits nach mehreren Jahren eine Anmutung von unmodern.  
Das Wort in seiner heutigen Bedeutung entstammt den Wissenschaftsdisziplinen Gestalttheorie und Gestaltpsychologie. Es wird als Fachausdruck von Angehörigen der gestaltenden Berufe verwendet, wie Industrie- und anderen Designern, Grafikern, Typographie-Experten und Layoutern.
Ursprünglich bedeutet das Wort aber etwas völlig anderes, nämlich eine Zumutung im Sinne von Zumutbarkeit.

## Design und Kunst

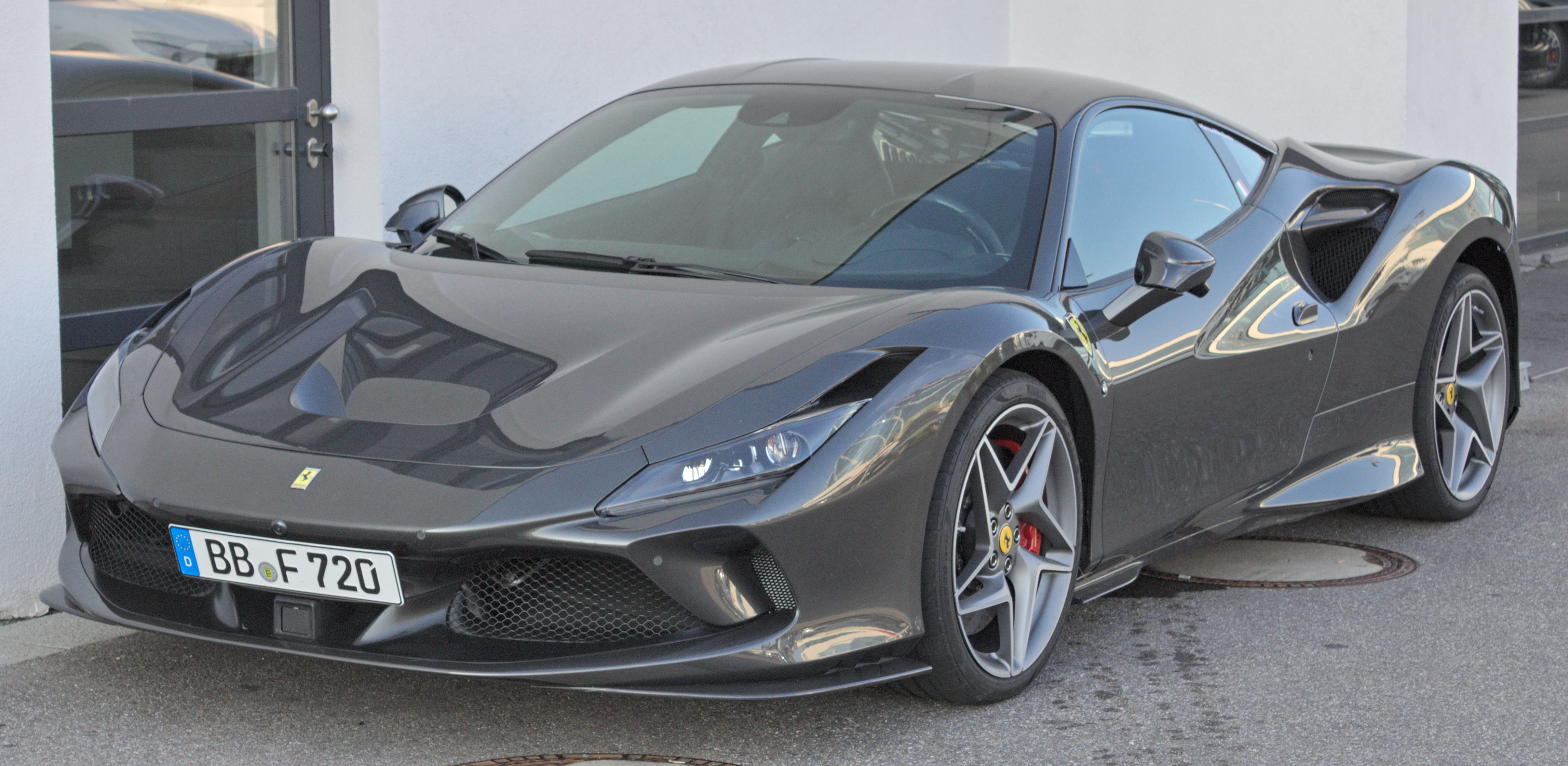
Die Anmutung von teuren Sportwagen wird vom Hersteller bewusst auf subjektive, durch das Design erzielte optische Attribute wie Dynamik und Schnelligkeit ausgelegt. Dies wird in der Regel ergänzt durch das bewusste Auslegen der Abgas- bzw. Auspuffanlage auf einen „sportlichen“ akustischen Eindruck, der an den Rennsport erinnern soll.

Designer und Künstler übermitteln mit gestalterischen Mitteln Werte und Qualitäten und legen es dabei durchaus auch auf unterschwellige Anmutungen an. Sie sind für die Antizipation von Objekten durch unterschiedliche Betrachter und Zielgruppen speziell geschult.
In der Designpraxis bezeichnet man mit Anmutung die von einem Entwurf geweckten, oft unbewussten Erwartungen. Die spontane Anmutung ist ein wichtiger Indikator für die Übereinstimmung von Intention und Form eines Entwurfs. Im Grafikdesign sollte beispielsweise eine überzeugende Zigarettenpackung nicht wie ein Kosmetikprodukt anmuten, ein Signetentwurf für eine Bank sollte nicht für den einer Fast-Food-Kette gehalten werden können usw.
Bei grafischen Benutzerschnittstellen (GUI) von Computern spricht man meist von Look and Feel.

## Typographie

Beispiel für eine bewusste Verwendung von Typographie im Logo der Frankfurter Allgemeinen Zeitung. Die Frakturschrift betont die bürgerlich-konservative Ausrichtung des Blatts, während die nüchterne, moderat modern anmutende Schrift darunter als Gegenpol Aktualität und Modernität betont.

In der Gestaltung von Druckerzeugnissen aller Art sowie von Internet-Seiten spielt der Schriftsatz eine wichtige Rolle für die Anmutung bzw. den erzielten Gesamteindruck, den z. B. eine Zeitungsseite oder eine Online-Nachrichtenseite hervorruft. Darin gehen Faktoren ein wie Schriftart, Kapitälchen, Ligaturen, Laufweite und Spationierung (die Buchstabenabstände und Zeichenabstände) sowie die Wortabstände. Dabei wird durch die Gestaltung beim Leser auch ein emotionaler Eindruck erzeugt, was je nach Textsorte und Publikation sinnvoll sein kann und auch bewusst eingesetzt wird. In Massenmedien wie Tageszeitungen wird eher darauf geachtet, eine hohe Leserlichkeit auf Kosten einer – dabei auch nicht sachgerechten – emotionalen Wirkung (Anmutung) der Gesamtgestaltung zu erzielen.

## Vokalqualität und Vokalquantität
Bereits in den 1920er Jahren wurde gezeigt, dass hohe, vordere Vokale wie /i/ eher mit kleinen Objekten assoziiert werden und tiefe, hintere Vokale wie /u/ mit großen Objekten. Nicht nur die Vokalqualität (z. B. /i/ versus /u/) scheint eine Rolle bei diesem Effekt zu spielen, sondern auch die Vokalquantität (lange versus kurze Vokale). So tendieren Versuchspersonen dazu, Wörter mit kurzen Vokalen (z. B. „mutto“) mit kurzen Gegenständen zu assoziieren und Wörter mit langen Vokalen (z. B. „muhto“) mit länglichen Gegenständen – obwohl es sich bei der Vokalqualität um eine temporale Eigenschaft handelt und bei der Ausdehnung eines Objekts um eine visuelle.

## Maluma und Takete

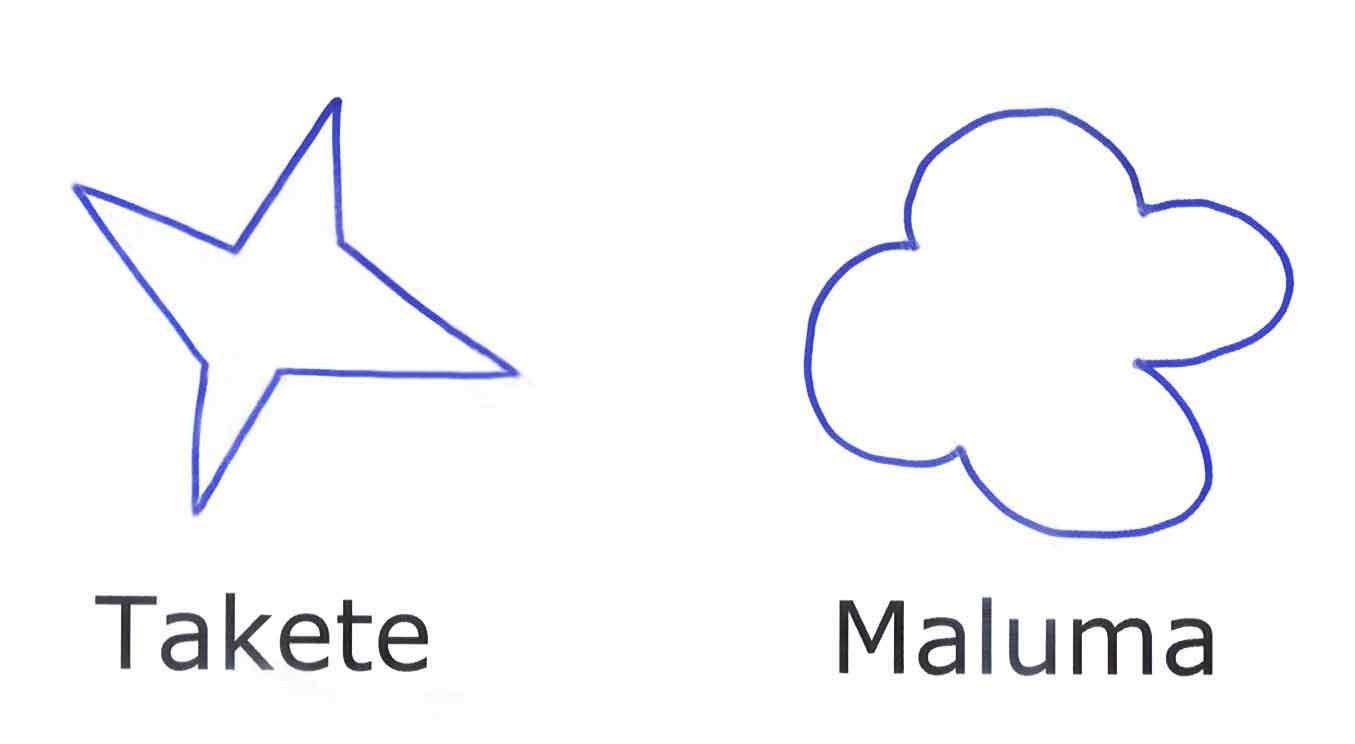
Maluma und Takete

Grundlegende Forschungen zum Nachweis der Anmutungsqualität führte der Psychologe  Wolfgang Köhler, einer der Begründer der Gestaltpsychologie, 1929 durch.  Köhler stellte Versuchspersonen eine runde und eine eckige Figur vor und bat sie, den Formen das Wort Maluma oder das Wort Takete zuzuordnen. In 90 % der Fälle ordneten die Probanden der runden Form Maluma und der spitzen Form Takete zu.
Hieraus leitete Köhler den Nachweis ab, dass es eine intuitive, gefühlsmäßige Verbindung zwischen Sprache und optischen Darstellungen gibt, also Laute mit der Wahrnehmung von Formen korrespondieren.

### Bouba und Kiki

Auch dieses Bild zeigte, verschiedene Menschen bezeichnen die linke Form mehrheitlich als kiki und die rechte Form als bouba.

2001 replizierten V. S. Ramachandran und Edward Hubbard Köhlers Experiment mit den Nichtworten kiki und bouba und baten US-Amerikaner und indische Tamil-Sprecher, diese den nebenstehenden Umrissen zuzuordnen. In beiden Gruppen ordneten 95 % bis 98 % der kurvigen Form bouba und der gezackten Form kiki zu. Das menschliche Gehirn solle demnach abstrakte Formen und Klänge in konsistenter Art miteinander verbinden.